# تسرونگه
تسرونگه (به صربی: Crvenje) یک منطقهٔ مسکونی در صربستان است که در Knjaževac واقع شده‌است. تسرونگه ۱۵۲ نفر جمعیت دارد.